# Kärrsjön, Ångermanland
Kärrsjön är en sjö i Örnsköldsviks kommun i Ångermanland och ingår i Gideälvens huvudavrinningsområde. Sjön har en area på 0,792 kvadratkilometer och ligger 187 meter över havet. Sjön avvattnas av vattendraget Kärrsjöbäcken.

## Delavrinningsområde
Kärrsjön ingår i det delavrinningsområde (707344-163587) som SMHI kallar för Utloppet av Kärrsjön. Medelhöjden är 215 meter över havet och ytan är 4,76 kvadratkilometer. Räknas de 2 avrinningsområdena uppströms in blir den ackumulerade arean 23,28 kvadratkilometer. Kärrsjöbäcken som avvattnar avrinningsområdet har biflödesordning 2, vilket innebär att vattnet flödar genom totalt 2 vattendrag innan det når havet efter 75 kilometer. Avrinningsområdet består mestadels av skog (47 procent), öppen mark (18 procent) och jordbruk (16 procent). Avrinningsområdet har 0,79 kvadratkilometer vattenytor vilket ger det en sjöprocent på 16,7 procent.